# Elvira Müller-Berghaus

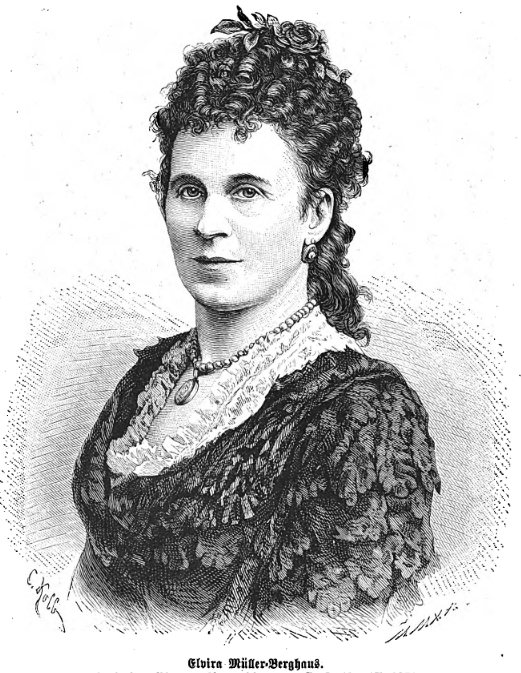
Elvira Müller-Berghaus (1883)

Elvira Müller-Berghaus, geb. Elvira Charlotte Anna Maria Berghaus (* 23. März 1837 in Potsdam; † 1924 in Stuttgart) war eine deutsche Opernsängerin und Gesangspädagogin.

## Leben
Elvira Berghaus war die jüngste Tochter des Kartographen Heinrich Berghaus (1797–1884) und dessen erster Frau Eloise, geb. Freiin von Maltitz (1803–1885). Die Ehe ihrer Eltern wurde 1844 geschieden. Elvira war schon als Kind „mit einer klangvollen Stimme begabt“. Als kleine Sängerin fand sie 1852 die Aufmerksamkeit des mit ihrem Vater befreundeten Alexander von Humboldt. Sie studierte in Leipzig bei Franz Götze und am Stern’schen Konservatorium in Berlin. In Weimar, wo sie in den Hofkonzerten mitwirkte, wurde Franz Liszt auf ihre Stimme und ihr Talent aufmerksam und förderte sie.
Ihre erste Anstellung erhielt Elvira Berghaus als Hofopernsängerin in Meiningen. Am 23. Oktober 1863 heiratete sie in Berlin den Geiger, Komponisten und Arrangeur Karl Wilhelm Müller (1829–1907), Leiter des bekannten Jüngeren Müller-Quartetts. Daraufhin nahmen beide, was für die damalige Zeit ungewöhnlich war, den Namen Müller-Berghaus an. Sie begleitete das Müller-Quartett auf seinen Konzertreisen durch Europa. Mit ihrem Mann ging sie 1866 nach Rostock und 1869 nach Chemnitz, wo er jeweils als Musikdirektor wirkte. Ende 1872 wurde Karl Müller-Berghaus als Nachfolger von Béla Kéler zum Leiter des Kurorchesters in Wiesbaden berufen und Elvira Müller-Berghaus hier als Konzertsängerin engagiert. Joachim Raff, dessen Lieder sie gern sang, widmete ihr Zwei Scenen: für eine Singstimme mit Begleitung des Orchesters; op. 199. (1875).
Ende der 1870er Jahre lebte und wirkte das Ehepaar Müller-Berghaus in Lugano und Nizza, wo Karl Müller-Berghaus das Privatorchester des russischen Barons Paul von Derwies leitete. In Nizza zog Elvira die Aufmerksamkeit der Königin Olga von Württemberg auf sich. 1880 kam das Paar auf besondere Berufung durch König Karl und Königin Olga nach Stuttgart. Elvira Müller-Berghaus bekam eine Anstellung am Hoftheater. In ihrer Wohnung in der Moserstraße 28 betrieb sie ein erfolgreiches Gesangsinstitut und gewann einen großen Kreis von Schülerinnen.
Elvira Müller-Berghaus schuf auch einige eigene Lied-Kompostionen, so etwa Gute Nacht „Schon fängt es an zu dämmern“ für vier Frauenstimmen ohne Begleitung.

## Auszeichnungen
- Königlich Württembergische Kammersängerin (1881)